# Aggelma spiracularis
Aggelma spiracularis är en stekelart som först beskrevs av Thomson 1878.  Aggelma spiracularis ingår i släktet Aggelma och familjen puppglanssteklar. Arten är reproducerande i Sverige. Inga underarter finns listade i Catalogue of Life.